# What's Funk?
What's Funk? - це 13-тий студійний альбом рок-гурту Grand Funk Railroad, випущений в 1983. На 2020 рік, це їх останній студійний альбом, хоча вони продовжують гастролювати протягом багатьох років.

## Список крмпозицій
Всі пісні написав і скомпанував Марк Фарнер, за виключенням вказаних.
Перша сторона
1. "Rock & Roll American Style" – 4:29
2. "Nowhere to Run" – 2:39
3. "Innocent" – 3:05
4. "Still Waitin'" (Дон Брюер) – 4:05
5. "Borderline" – 2:56

Друга сторона
1. "El Salvador" – 4:11
2. "It's a Man's World" (Джеймс Браун/Бетті Джен Невсам) – 4:54
3. "I'm So True" – 4:10
4. "Don't Lie to Me" – 4:18
5. "Life in Outer Space" – 4:20

## Склад
- Марк Фарнер — гітара, клавішні, губна гармоніка, вокал
- Деніс Белінгер — бас-гітара
- Дон Брюер — ударні, вокал
- Gary Lyons — продюсер (Пісні 1, 4, 6, 8, 9, 10)
- Кліф Девіс — продюсер (Пісні 2, 3, 5, 7)